# 위그너의 친구
위그너의 친구는 1961년 물리학자 유진 위그너가 처음 구상하고 1985년 데이비드 도이치가 개발한 이론적 양자물리학의 사고 실험이다. 이 시나리오는 양자 측정에 대한 간접적인 관찰을 수반한다
𝑊
다른 관찰자를 관찰하다
𝐹
누가 물리계에 대해 양자 측정을 수행하는가. 그리고 나서 두 관측자는 양자 이론의 법칙에 따라 측정 후 물리계의 상태에 대한 진술을 공식화한다. 그러나 "정통적인" 코펜하겐 해석에서, 두 관측자의 결과적인 진술은 서로 모순된다. 이것은 코펜하겐 해석에서 두 법칙의 겉으로 보이는 모순을 반영한다: 닫힌 계의 상태의 결정론적이고 연속적인 시간 진화와 측정 시 계의 상태의 비결정적이고 불연속적인 붕괴. 따라서 비그너의 친구는 유명한 슈뢰딩거의 고양이 역설로 양자역학의 측정 문제와 직접적으로 연결된다.
Wigner 친구의 일반화 및 확장이 제안되었다. 여러 친구와 관련된 두 가지 시나리오가 실험실에서 구현되었으며 친구를 대신하기 위해 광자를 사용했다.

## 오리지널 패러독스
Wigner는 1961년 기사 "심신 질문에 대한 언급"에서 사고 실험을 소개했다. 그는 당시 대부분의 물리학자들이 "마음"이나 "영혼"이 환상적이며 자연이 근본적으로 결정론적이라고 주장하는 철저한 유물론자였다는 점을 지적하면서 시작한다. 그는 양자 물리학이 이러한 상황을 바꾸었다고 주장한다.
양자역학이 제공한다고 주장하는 모든 것은 의식의 후속 인상("통각"이라고도 함) 사이의 확률적 연결이며, 의식이 영향을 받고 있는 관찰자와 관찰된 물리적 대상 사이의 구분선이 어느 쪽이든 상당한 정도로 제거할 수는 없다.

### 파동 함수의 특성
더 자세히 살펴보면 Wigner는 다음과 같이 말한다.
어떤 물체가 주어지면 그 물체에 관한 모든 가능한 지식은 파동 함수로 주어질 수 있다. 이것은 여기서 우리가 관심을 가질 필요가 없는 정확한 성질의 수학적 개념이다. 그것은 (셀 수 있는) 무한대의 숫자로 구성되어 있다. 이 숫자를 알면 예견할 수 있는 범위 내에서 개체의 동작을 예견할 수 있다. 보다 정확하게는 파동 함수를 사용하면 개체가 우리와 직접 또는 간접적으로 상호 작용하도록 허용하면 개체가 우리에게 어떤 인상을 줄 것인지 예측할 수 있다. [. . . ] 사실, 파동 함수는 시스템의 미래 동작을 예측하는 데 관련된 지식 체계(관찰을 통해 얻은)를 설명하는 데 적합한 언어일 뿐이다. 이러한 이유로 우리에게 하나 또는 다른 감각을 일으킬 수 있는 상호 작용을 관찰 또는 측정이라고도 한다. 물리 법칙이 제공하는 모든 정보는 시스템과 반복적으로 상호 작용하는 경우, 즉 반복 측정을 수행하는 경우 시스템이 생성하는 후속 인상 사이의 확률 연결로 구성된다는 것을 알고 있다. 파동 함수는 나중에 시스템과 상호 작용할 때 다른 가능한 노출을 받을 확률과 관련된 과거 노출 부분의 편리한 요약이다.
객체의 파동 함수는 관찰자가 공유할 수 있기 때문에 "존재한다"(Wigner의 인용 부호).
파동 함수에 의해 주어진 정보는 전달 가능하다. 다른 사람이 어떻게든 시스템의 파동 함수를 결정하면 그는 그것에 대해 나에게 말할 수 있고 이론에 따르면 가능한 다른 인상(또는 "감각")에 대한 확률은 그 또는 내가 상호 작용하는지 여부에 관계없이 똑같이 클 것이다. 주어진 방식으로 시스템과 함께.
시스템을 관찰하면 시스템의 파동 함수가 비결정적으로 변경된다. 왜냐하면 "인상이 우리 의식에 들어가는 것"은 "미래에 받을 것으로 예상되는 다른 인상에 대한 확률"의 수정을 의미하기 때문이다.

### 관찰자는 관찰했다
Wigner는 정신이 신체에 영향을 미친다는 논제에 대해 두 가지 논거를 제시한다. 즉, 인간의 신체는 무생물에 대한 실험에서 추론된 "물리 법칙에서 벗어날 수 있다"는 것이다. 그가 개인적으로 덜 설득력이 있다고 생각하는 주장은 "Wigner의 친구"로 알려지게 된 것이다. 이 사고 실험에서 Wigner는 그의 친구가 실험실에 있다고 가정하고 Wigner는 친구가 물리적 시스템(이는 스핀 시스템 일 수 있음)에서 양자 측정을 수행하도록 한다. 이 시스템은 두 가지 별개의 상태, 예를 들어 상태의 중첩 상태에 있다고 가정한다. 0 및 상태 1(또는 {\displaystyle |0\rangle } 그리고 {\displaystyle |1\rangle } Dirac 표기법 ). Wigner의 친구가 0/1 기준으로 시스템을 측정하면 양자역학에 따라 두 가지 가능한 결과(0 또는 1) 중 하나를 얻게 되고 시스템은 해당 상태로 붕괴 된다.
이제 Wigner는 자신의 친구가 어느 시점에 물리적 시스템에서 0/1 측정을 수행할 것이라는 사실을 알고 실험실 외부에서 시나리오를 모델링한다. 양자 역학 방정식의 선형성에 따라 Wigner는 전체 실험실(즉, 친구와 함께 물리적 시스템의 공동 시스템)에 중첩 상태를 할당한다. 그러면 실험실의 중첩 상태는 "시스템이 상태 0/친구가 0을 측정함" 및 "시스템이 상태 1/친구가 1을 측정함".
이제 Wigner가 친구에게 측정 결과를 물어보도록 한다. 친구가 어떤 대답(0 또는 1)을 제공하든 Wigner는 "시스템 상태 0/친구 측정 0" 또는 "시스템 상태 1/친구 측정 1" 상태를 실험실에 할당한다. 따라서 실험실의 중첩 상태가 무너지는 것은 친구의 결과를 알게 된 시점이다.
그러나 Wigner가 "궁극적 관찰자로서 특권적인 위치"에 있지 않는 한, 친구의 관점도 동등하게 유효한 것으로 간주되어야 하며, 여기서 명백한 역설이 발생한다. 결과는 Wigner가 묻기 훨씬 전에 결정되었으며 물리적 시스템의 상태는 이미 붕괴되었다. 붕괴는 정확히 언제 일어났습니까? 친구가 측정을 마쳤을 때였습니까, 아니면 그 결과에 대한 정보가 Wigner의 의식에 들어갔을 때였습니까? Wigner가 말했듯이 그는 친구에게 "내가 묻기 전에 [측정 결과]에 대해 어떻게 느꼈습니까?"라고 물을 수 있었다. 친구가 어떤 결과를 보았는지에 대한 질문은 확실히 "이미 그의 마음에서 결정되었다"고 Wigner는 썼다. 이는 친구-시스템 공동 상태가 이미 붕괴된 옵션 중 하나여야 하며 옵션의 중첩이 아님을 의미한다. Wigner는 슈뢰딩거 방정식에 따른 양자 상태의 선형 시간 진화는 관련된 물리적 실체가 의식적인 존재일 때 적용될 수 없다고 결론지었다.
위그너는 자신의 두 번째 주장을 제시하는데, 이 주장은 훨씬 더 간단하고 설득력이 있다고 생각한다.
물리적 세계에 대한 의식의 영향의 존재를 지지하는 두 번째 주장은 한 대상이 영향을 미치지 않고 다른 대상에 의해 영향을 받는 어떤 현상도 우리가 알지 못한다는 관찰에 근거한다. 이것은 이 작가에게 설득력이 있어 보인다.

### 귀납법 광고 부조리
물리학자 Leslie Ballentine에 따르면, Wigner는 1987년까지 의식이 파동함수의 물리적 붕괴를 일으키지 않는다고 결정했지만, 여전히 그 결론에 이르는 일련의 추론이 옳다고 믿었다. Ballentine이 회상하듯이 Wigner는 자신의 1961년 주장을 reductio ad absurdum 로 간주했다.</link> , 양자 역학의 가정이 어떤 식으로든 수정될 필요가 있음을 나타낸다.

## 양자 역학에 대한 다양한 해석의 응답

### 다세계 해석
많은 세계 해석의 다양한 버전은 의식이 붕괴를 야기한다고 가정할 필요를 피한다. 실제로 붕괴는 전혀 발생하지 않는다.
휴 에버렛 3세(Hugh Everett III)의 박사 논문 "' 양자역학의  상대적 상태' 공식화"는 오늘날의 많은 버전의 다세계 해석의 기초 역할을 한다. 그의 작업의 서론 부분에서 Everett은 Wigner의 친구 역설의 "재미있지만 극도로 가상적인 드라마"에 대해 논의한다. Everett의 논문 초안에는 시나리오를 그린 증거가 있다. 따라서 Wigner의 "심신 질문에 대한 설명" 에서 논의되기 4~5년 전에 이 문제에 대한 최초의 서면 토론을 제공한 사람은 Everett이었다. 이후에 이름과 명성을 얻었다. 그러나 에버렛은 위그너의 학생이기 때문에 어느 시점에서 함께 논의했음이 분명하다.
붕괴에 책임이 있는 관찰자의 의식을 가진 그의 교사 Wigner와 달리 Everett은 Wigner의 친구 시나리오를 다른 방식으로 이해한다. 양자 상태 할당은 객관적이고 비관적이어야 한다고 주장하면서 Everett은 시키는 {\displaystyle F} 그리고 {\displaystyle W} 실험실 상태에 대한 이유 {\displaystyle S} 함께 {\displaystyle F} . 그런 다음 Wigner's Friend 시나리오는 닫힌 시스템의 결정론적 진화와 측정을 설명하기 위한 붕괴 가정의 비호환성을 Everett에게 보여준다. 그의 새로운 이론의 맥락에서 에버렛은 우주의 파동 함수의 지속적인 단일 시간 진화만을 허용함으로써 위그너의 친구 역설을 해결한다고 주장한다. 그러나 주제에 대한 Everett의 서면 주장에 대한 증거는 없다.
많은 세계 해석 에서 측정은 우주의 하위 시스템 간의 상호 작용으로 모델링되며 우주 상태의 분기로 나타난다. 서로 다른 분기는 서로 다른 가능한 측정 결과를 설명하고 해당 관찰자의 주관적인 경험으로 존재하는 것으로 보인다. 이 관점에서 친구의 회전 측정은 세계를 두 개의 평행 세계로 분기하는 결과를 낳는다. 하나는 친구가 회전을 측정한 세계와 다른 하나는 친구가 측정 결과 0을 받은 것이다. 그런 다음 Wigner가 나중에 친구 시스템과 스핀 시스템의 결합 시스템을 측정하면 세계는 다시 두 개의 병렬 부분으로 나뉜다.

### 객관적 붕괴 이론
According to objective-collapse theories, wave-function collapse occurs when a superposed system reaches a certain objective threshold of size or complexity. Objective-collapse proponents would expect a system as macroscopic as a cat to have collapsed before the box was opened, so the question of observation-of-observers does not arise for them. If the measured system were much simpler (such as a single spin state), then once the observation was made, the system would be expected to collapse, since the larger system of the scientist, equipment, and room would be considered far too complex to become entangled in the superposition.

### 관계 양자역학
관계형 양자역학 (RQM)은 Carlo Rovelli 가 1996년에 개발했으며 양자역학의 최근 해석 중 하나이다. RQM에서 모든 물리적 시스템은 관찰 시스템의 역할을 할 수 있으며 다른 시스템은 물리적 변수에 대한 "사실"을 표시할 수 있다. RQM에 내재된 사실의 상대성은 Wigner의 친구 시나리오에서 겉보기에 역설적으로 보이는 상황에 대한 간단한 "해결책"을 제공한다. 친구와 스핀의 시스템은 Wigner로서의 자신과 관련된 상태이다. 이론의 구성에 따라 이 두 설명은 각각의 시스템과 관련된 상태의 올바른 할당이기 때문에 일치할 필요가 없다.
스핀 시스템의 측정된 물리적 변수가 z 로 표시되면( z는 가능한 결과 값 0 또는 1을 취함) 위의 Wigner의 친구 상황은 다음과 같이 RQM 컨텍스트에서 모델링된다. {\displaystyle F} 전환 전후로 상황을 모델링한다.{\displaystyle \alpha |0\rangle _{S}+\beta |1\rangle _{S}\to |1\rangle _{S}}상태의 {\displaystyle S} 그에 비해 (여기서는 {\displaystyle F} 결과 z를 받았다 = 그의 측정에서 1 {\displaystyle S} ).
RQM 언어에서 사실 z = 1 스핀에 대해 {\displaystyle S} 상대적으로 실현 {\displaystyle F} 두 시스템의 상호 작용 중에.
동일한 상황을 모델링하는 다른 방법은 다시 외부(Wigner의) 관점이다. 그런 관점에서 하나의 시스템에 의한 측정( {\displaystyle F} ) 다른 ( {\displaystyle S} ) 결과 두 시스템의 상관 관계가 발생한다. 이러한 상관 관계를 표시하는 상태는 측정 프로세스를 모델링하는 데에도 동일하게 유효하다. 그러나 이 상관 상태가 유효한 변경에 관한 시스템이다. 위그너( {\displaystyle W} )의 물리적 변수 z 가 {\displaystyle S} 에 의해 측정되고 있다 {\displaystyle F} ,하지만 무엇을 모르는 {\displaystyle F} 받은 결과, {\displaystyle W} 상황을 다음과 같이 모델링해야 한다.{\displaystyle {\big (}\alpha |0\rangle _{S}+\beta |1\rangle _{S}{\big )}|\bot \rangle _{F}\to \alpha {\big (}|0\rangle _{S}\otimes |0\rangle _{F}{\big )}+\beta {\big (}|1\rangle _{S}\otimes |1\rangle _{F}{\big )},}어디 {\displaystyle |\bot \rangle _{F}} 의 상태로 간주된다. {\displaystyle F} 측정 전, 그리고 {\displaystyle |1\rangle _{F}} 그리고 {\displaystyle |0\rangle _{F}} 에 해당하는 상태이다. {\displaystyle F} 각각 1 또는 0을 측정했을 때의 상태. 이 모델은 상황을 상대적으로 묘사하고 있다. {\displaystyle W}, 따라서 할당된 상태는 Wigner 시스템과 관련하여 상대적인 상태이다. 대조적으로, 다음과 관련하여 실현되는 z 결과에 대한 값은 없다. {\displaystyle W}, 그는 측정에 관여하지 않기 때문에.
이런 의미에서 동일한 상황에 대한 두 가지 설명(시스템에서 물리적 변수 z 를 측정하는 과정) {\displaystyle S} ~에 의해 {\displaystyle F} ) RQM 내에서 나란히 존재하도록 허용된다. 참조 시스템을 결정할 때만 상황에 대한 "올바른" 설명을 할 수 있다.

### 큐비즘과 베이지안 해석
무엇보다도 N. David Mermin 이 옹호하는 QBism으로 알려진 해석에서 Wigner의 친구 상황은 역설로 이어지지 않는다. 왜냐하면 어떤 시스템에도 고유하게 올바른 파동함수가 없기 때문이다. 대신, 파동함수는 개인주의 베이지안 확률의 진술이며, 더욱이 파동함수가 인코딩하는 확률은 경험하는 에이전트에게도 개인적인 경험에 대한 확률이다. Jaynes는 이것을 다음과 같이 표현한다. 그러나 이제 확률에 대한 '상대성 원리'를 인식하면 딜레마가 사라진다. 밀도 행렬(또는 고전 물리학에서 좌표와 운동량에 대한 확률 분포)은 물리적 상황이 아니라 가능한 물리적 상황 범위에 대한 지식의 특정 상태 만을 나타낸다."  그리고 von Baeyer가 말했듯이 "파동함수는 전자에 묶여 있지 않고 성인의 머리 위를 맴도는 후광처럼 따라다닌다. 그것들은 에이전트에 의해 할당되며 에이전트가 사용할 수 있는 전체 정보에 의존한다." 결과적으로 Wigner와 그의 친구가 동일한 시스템에 다른 파동함수를 할당하는 것은 원칙적으로 잘못된 것이 아니다. 유사한 입장을 Brukner가 취하는데, 그는 Wigner의 친구 시나리오를 정교화하여 이를 주장한다.

### 드브로이-봄 이론
Bohmian 역학 또는 파일럿 파동 이론 으로도 알려진 De Broglie-Bohm 이론은 파동 함수 외에도 관찰되지 않은 경우에도 존재하는 입자의 실제 구성을 가정한다. 이 입자 구성은 입자의 움직임을 안내하는 파동 함수와 함께 결정론적 법칙에 따라 시간이 지남에 따라 진화한다. 입자 구성은 실제 측정 결과를 결정한다. 예를 들어 슈뢰딩거의 고양이가 죽었는지 살았는지 또는 위그너의 친구가 0 또는 1을 측정했는지 여부는 파동 함수가 중첩된 경우에도 마찬가지이다. 실제로 De Broglie-Bohm 이론에 따르면 파동 함수는 기본 수준에서 절대 붕괴되지 않는다. 그러나 많은 상황에서 실제 입자 구성을 안내하지 않는 파동 함수의 "빈 가지"가 모든 실제적인 목적을 위해 무시될 수 있다는 사실에 기반한 효과적인 붕괴 개념이 있다.
De Broglie-Bohm 이론은 의식이 있는 관찰자에게 특별한 지위를 부여하지 않는다. Wigner's-friend 상황에서 첫 번째 측정은 효과적인 붕괴로 이어질 것이다. 그러나 Wigner가 그의 친구의 상태를 중첩으로 기술하더라도, 이 친구가 입자 구성에 의해 기술된 바와 같이 명확한 측정 결과를 관찰한 것과는 모순이 없다. 따라서 De Broglie-Bohm 이론에 따르면 파동 함수만으로는 물리적 상태를 완전히 설명할 수 없기 때문에 역설이 없다.

## Wigner의 친구 실험의 확장
2016년에 Frauchiger와 Renner는 Wigner's-friend 시나리오를 정교화하여 양자 이론을 양자 이론을 사용하는 에이전트인 물리적 시스템을 모델링하는 데 사용할 수 없다고 주장했다. 그들은 인간 관찰자가 양자 이론 내에서 모델링되는 "위그너의 친구" 실험의 특별히 연결된 두 쌍의 정보 이론적 분석을 제공한다. 그런 다음 네 가지 에이전트가 서로의 측정 결과에 대해 추론하도록 함으로써(양자 역학의 법칙 사용) 모순된 진술이 도출된다.
결과 정리는 양자 역학에서 측정을 모델링할 때 일반적으로 당연하게 여겨지는 여러 가정의 비호환성을 강조한다.
2018년 9월 출판된 버전의 제목에서 저자의 결과에 대한 해석이 분명하다. 교과서에서 제공하고 지금까지 수많은 실험실 실험에서 사용된 양자 이론은 "자체의 사용을 일관되게 설명할 수 없다." 주어진 (가상) 시나리오. 결과의 의미는 현재 이론적 및 실험적 양자역학의 물리학자들 사이에서 많은 논쟁의 대상이 되고 있다. 특히, 양자 역학의 다양한 해석을 지지 하는 다양한 지지자들은 Frauchiger-Renner 논증의 타당성에 도전했다.
실험은 Wigner (Wigner의 친구), Deutsch 및 Hardy의 주장 조합을 사용하여 설계되었다( Hardy의 역설 참조). 설정에는 주어진 시간 순서로 미리 정의된 양자 측정을 수행하는 여러 거시적 에이전트( 관찰자 )가 포함된다. 이러한 에이전트는 모두 전체 실험을 알고 있고 양자 이론을 사용하여 다른 사람의 측정 결과에 대한 진술을 할 수 있다고 가정한다. 사고 실험의 설계는 양자 이론 분석에서 도출된 논리적 결론과 함께 서로 다른 에이전트의 관찰이 일관성 없는 진술을 산출하도록 설계되었다.
시나리오는 대략 두 쌍의 "Wigners"와 친구에 해당한다. {\displaystyle F_{1}} ~와 함께 {\displaystyle W_{1}} 그리고 {\displaystyle F_{2}} ~와 함께 {\displaystyle W_{2}} . 친구는 각각 특정 스핀 시스템을 측정하고 각 Wigner는 "그의" 친구 실험실(친구 포함)을 측정한다. 개별 에이전트는 프로토콜 내에서 다른 에이전트의 측정에 대한 예측을 목표로 측정 결과를 기반으로 논리적 결론을 내린다. Frauchiger와 Renner는 세 가지 가정이 동시에 유효한 것으로 간주되면 불일치가 발생한다고 주장한다. 대략적으로 말하자면, 이러한 가정은
(Q) : 양자 이론 이 맞는다.
(C) : 에이전트의 예측은 정보 이론적으로 일치한다.
(S) : 측정은 단 하나의 단일 결과를 산출한다.
보다 정확하게는 가정 (Q) 은 Born 규칙에 의해 주어진 양자 이론 내의 확률 예측을 포함한다. 이는 에이전트가 자신의 측정 결과에 따라 다른 결과에 확률을 할당할 때 이 규칙이 정확하다고 신뢰할 수 있음을 의미한다. 그러나 확장된 Wigner's friend 실험은 확률-1의 경우, 즉 예측이 확실하게 이루어질 수 있는 경우 Born 규칙의 타당성을 가정하는 것으로 충분한다.
가정 (S) 은 에이전트가 주어진 측정에 대한 특정 결과의 확률 1 할당에 도달하면 동일한 측정에 대해 다른 결과에 동의할 수 없음을 지정한다.
가정 (C) 은 다음 과 같은 방식으로 서로 다른 에이전트의 진술 간에 일관성을 불러일으킨다.
가정 (Q)와 (S)는 에이전트가 다른 에이전트의 측정 결과에 대해 추론할 때 사용하며, 가정 (C)는 에이전트가 다른 에이전트의 진술을 자신의 진술과 결합할 때 사용된다. 결과는 모순되므로 가정 (Q), (C) 및 (S)가 모두 유효할 수 없으므로 진행 불가 정리 .

### 반사
Frauchiger -Renner 사고 실험의 의미와 함의는 매우 논쟁적이다. 논쟁에서 취한 많은 가정은 내용상 매우 기초적이므로 쉽게 포기할 수 없다. 그러나 인수에 명시적으로 나타나지 않는 "숨겨진" 가정이 있는지 여부에 대한 질문은 남아 있다. 저자들은 "양자 이론은 적어도 직접적인 방식이 아닌 복잡한 시스템에 외삽될 수 없다"고 결론지었다. 한편, 양자 회로로서의 실험의 한 프레젠테이션은 에이전트를 단일 큐비트로 모델링하고 그들의 추론을 단순한 조건부 연산으로 모델링한다.
QBism, 관계 양자역학, 드브로이-봄 이론은 프라우치거와 레너의 확장된 위그너의 친구 시나리오가 제시하는 모순을 피하기 위해 주장되어 왔다.

## 소설에서
Stephen Baxter 의 소설 Timelike Infinity (1992)는 "The Friends of Wigner"라는 이름의 난민 그룹을 통해 Wigner의 친구 사고 실험의 변형에 대해 논의한다. 그들은 시간의 끝에서 궁극적인 관찰자가 우주의 시작 이후 생성된 가능한 모든 얽힌 파동 함수를 붕괴시켜 억압 없는 현실을 선택할 수 있다고 믿는다.

## 기타
- 양자 자살과 불멸

## 참조
1. ↑  Proietti, Massimiliano; Pickston, Alexander; Graffitti, Francesco; Barrow, Peter; Kundys, Dmytro; Branciard, Cyril; Ringbauer, Martin; Fedrizzi, Alessandro (2019년 9월 20일). “Experimental test of local observer independence”. 《Science Advances》 (영어) 5 (9): eaaw9832. arXiv:1902.05080. Bibcode:2019SciA....5.9832P. doi:10.1126/sciadv.aaw9832. ISSN 2375-2548. PMC 6754223. PMID 31555731.
2. ↑  Merali, Zeeya (2020년 8월 17일). “This Twist on Schrödinger's Cat Paradox Has Major Implications for Quantum Theory - A laboratory demonstration of the classic "Wigner's friend" thought experiment could overturn cherished assumptions about reality”. 《Scientific American》. 2020년 8월 17일에 확인함.
3. ↑  Musser, George (2020년 8월 17일). “Quantum paradox points to shaky foundations of reality”. 《Science》. 2020년 8월 17일에 확인함.
4. ↑  Bong, Kok-Wei;  외. (2020년 8월 17일). “A strong no-go theorem on the Wigner's friend paradox”. 《Nature Physics》 27 (12): 1199–1205. arXiv:1907.05607. Bibcode:2020NatPh..16.1199B. doi:10.1038/s41567-020-0990-x.
5. 1 2 3  Wigner, Eugene P. (1961). 〈Remarks on the Mind-Body Question〉.   Good, I. J. 《The Scientist Speculates: An Anthology of Partly-Baked Ideas》. London: Heinemann. OCLC 476959404.  Reprinted in Wigner, Eugene P. (1995). 〈Remarks on the Mind-Body Question〉.   Mehra, Jagdish. 《Philosophical Reflections and Syntheses》. The Collected Works of Eugene Paul Wigner (영어) B/6. Berlin, Heidelberg: Springer. 247–260쪽. doi:10.1007/978-3-642-78374-6_20. ISBN 978-3-540-63372-3. OCLC 924167486. 2022년 3월 13일에 확인함.
6. ↑  Ballentine, Leslie E. (2019). “A Meeting with Wigner”. 《Foundations of Physics》 49: 783–785. Bibcode:2019FoPh...49..783B. doi:10.1007/s10701-019-00283-x.
7. ↑  Everett, Hugh III (1957). “'Relative State' Formulation of Quantum Mechanics”. 《Reviews of Modern Physics》 29 (3): 454–462. Bibcode:1957RvMP...29..454E. doi:10.1103/RevModPhys.29.454.
8. 1 2  Barrett, J. A., and Byrne, P. (eds.). (2012). The Everett interpretation of quantum mechanics: Collected works 1955–1980 with commentary. Princeton University Press.
9. ↑  Barrett, Jeffrey (2016년 10월 10일). “Everett's Relative-State Formulation of Quantum Mechanics”. 《Stanford Encyclopedia of Philosophy》.
10. ↑  Lehner, Christoph (2015). “Hugh Everett III. The Everett Interpretation of Quantum Mechanics: Collected Works, 1955–1980, with Commentary. Edited by, Jeffrey A. Barrett and Peter Byrne. xii + 392 pp., illus., apps., index. Princeton, N.J.: Princeton University Press, 2012. $75 (cloth)”. 《Isis》 106 (1): 220–221. doi:10.1086/681886. ISSN 0021-1753.
11. 1 2   [Časlav Brukner Časlav Brukner] |url= 값 확인 필요 (도움말). |제목=이(가) 없거나 비었음 (도움말)
12. ↑  Rovelli, Carlo (1996–2008). “Relational quantum mechanics”. 《International Journal of Theoretical Physics》 35 (8): 1637–1678. arXiv:quant-ph/9609002. Bibcode:1996IJTP...35.1637R. doi:10.1007/bf02302261. ISSN 0020-7748.
13. ↑  Healey, Richard (2016년 12월 22일). “Quantum-Bayesian and Pragmatist Views of Quantum Theory”. 《Stanford Encyclopedia of Philosophy》.
14. ↑  von Baeyer, Hans Christian (2016). 《QBism: The Future of Quantum Physics》. Harvard University Press. ISBN 9780674504646. OCLC 946907398.
15. ↑  Dürr, Detlef; Teufel, Stefan (2009). 《Bohmian Mechanics: The Physics and Mathematics of Quantum Theory》. Springer. ISBN 978-3-540-89343-1.
16. 1 2 3  Frauchiger, Daniela; Renner, Renato (2018). “Quantum theory cannot consistently describe the use of itself”. 《Nature Communications》 9 (1): 3711. arXiv:1604.07422. Bibcode:2016arXiv160407422F. doi:10.1038/s41467-018-05739-8. PMC 6143649. PMID 30228272.
17. ↑  Responses taking various positions include the following:
18. ↑  Deutsch, D. (1985). “Quantum theory as a universal physical theory”. 《International Journal of Theoretical Physics》 24: 1–41. Bibcode:1985IJTP...24....1D. doi:10.1007/BF00670071.
19. ↑  Hardy, L. (1992). “Quantum mechanics, local realistic theories, and Lorentz-invariant realistic theories”. 《Physical Review Letters》 68: 2981–2984. Bibcode:1992PhRvL..68.2981H. doi:10.1103/PhysRevLett.68.2981. PMID 10045577.
20. ↑  Musser, George (2019년 12월 24일). “Watching the Watchmen: Demystifying the Frauchiger-Renner Experiment”. 《FQXi.org》. 2019년 12월 28일에 확인함.
21. ↑  Pusey, Matthew F. (2018년 9월 18일). “An inconsistent friend”. 《Nature Physics》 (영어) 14 (10): 977–978. Bibcode:2018NatPh..14..977P. doi:10.1038/s41567-018-0293-7. ISSN 1745-2473.
22. ↑  DeBrota, John B.; Fuchs, Christopher A.; Schack, Rüdiger (2020년 8월 18일). “Respecting One's Fellow: QBism's Analysis of Wigner's Friend”. 《Foundations of Physics》 50 (12): 1859–1874. arXiv:2008.03572. Bibcode:2020FoPh...50.1859D. doi:10.1007/s10701-020-00369-x. ISSN 0015-9018.
23. ↑  Waaijer, Marijn; Neerven, Jan van (2021). “Relational Analysis of the Frauchiger–Renner Paradox and Interaction-Free Detection of Records from the Past”. 《Foundations of Physics》 51 (2): 45. Bibcode:2021FoPh...51...45W. doi:10.1007/s10701-021-00413-4. ISSN 0015-9018.
24. ↑  Lazarovici, Dustin; Hubert, Mario (2019). “How Quantum Mechanics can consistently describe the use of itself”. 《Scientific Reports》 9 (470). Bibcode:2019NatSR...9..470L. doi:10.1038/s41598-018-37535-1. ISSN 2045-2322. PMID 30679739.
25. ↑  Seymore, Sarah (2013). 《Close Encounters of the Invasive Kind: Imperial History in Selected British Novels of Alien-encounter Science-fiction After World War II》 (영어). LIT Verlag Münster. ISBN 978-3-643-90391-4. OCLC 881630932.